# Iasen
Iasen, auch Jasen, war ein altägyptischer Beamter im 3. Jahrtausend v. Chr. Seine Amtsbezeichnungen waren Aufseher über sechs Pächter des Großen Hauses, also wohl Domänenverwalter, Bewahrer der königlichen Dekrete, Oberaufseher der Wab-Priester, Ratgeber, Bekannter des Königs und Priester des Cheops. Seine Frau hieß Meretites, sein Sohn Meryanch. Eine Person mit dem Namen Nebuhotep ist vielleicht eine Tochter von Jasen. Als Priester des Cheops war er im Totenkult des Königs tätig.

## Sein Grab
Seine Steinmastaba (G 2196), die wohl der 5. oder 6. Dynastie zuzuordnen ist, wurde 1912 von George Andrew Reisner in der Nekropole von Gizeh ausgegraben. Sie grenzt mit ihrer Felsgrabkapelle direkt an das Grab von Penmeru (G 2197). Die Mastaba enthielt 12 Grabschächte. Ein Schacht (A) war in der Nordwestecke der Grabkapelle. In der Sargkammer fand sich ein aus dem Fels herausgeschlagener Sarkophag mit einem männlichen Skelett, bei dem es sich wohl um Iasen handelt. In der Westwand der Grabkapelle ist in einer Nische eine aus dem Fels geschlagene lebensgroße Statue des Grabbesitzers. Die Wände der Kapelle sind mit mehrfarbigen beeindruckenden Reliefs geschmückt. Sie zeigen Iasen unter anderem vor einem Opfertisch beim Betrachten der Opferbrote. Zusammen mit seiner Frau und seinem Sohn überwacht er unter anderem Viehtreiber und Listen.